# De prospectiva pingendi
De Prospectiva pingendi (« De la perspective en peinture ») est un traité sur la théorie de la perspective écrit par Piero della Francesca. La datation en est incertaine, mais se situe entre les années 1460 et 1480. Cette œuvre, l'un des traités fondateurs de l'art de la Renaissance, a un ton beaucoup plus pratique et moins vers le particulier que le traité De pictura (1435) de Leon Battista Alberti. Le texte, sans fioritures philosophiques ni théologiques, se concentre sur les aspects mathématiques et géométriques, avec des applications pratiques spécifiques, dans un style sobre et clair.

## Importance du livre
Avec son traité De Prospectiva pingendi, Piero della Francesca a changé le cours des techniques artistiques de la représentation des objets à trois dimensions sur une surface à deux dimensions. Avant lui, des précurseurs comme Filippo Brunelleschi, Cennino Cennini et Leon Battista Alberti avaient donné des prémisses de techniques pour la représentation d'objets tri-dimensionnels. Les rapports entre Piero della Francesca et Alberti sont analysés par J.V. Field. 
Malgré le titre de son ouvrage, Piero ne traite pas seulement de la représentation en perspective d'objets en trois dimensions (la perspective linéaire), mais également de la représentation orthogonale, et il peut être considéré comme le fondateur de la géométrie descriptive élaboré par Gaspard Monge au début du XIXe siècle et du Dessin technique.
Le traité de Piero della Francesca est unique dans le sens qu'il présente à la fois les bases théoriques et procédures mathématiques pour achever les diminutions correctes dans les projections spatiales et une série d'exercices, de difficulté croissante, pour instruire l'artisan-peintre. Pour les artisans il y a une explication verbale, une illustration graphique des méthodes et la langue originale du premier codex écrite en langue vernaculaire (le toscan). D'autres codices, destinés aux élites, étaient écrits en latin.
De Prospectiva pingendi s'est répandu dans les différents ateliers artistiques au travers d'une série de codices, manuscrits, et son contenu a été incorporé dans presque tous les œuvres postérieures qui traitent de la représentation d'objets en trois dimensions en peinture et architecture.

## Les manuscrits et les traductions
Le traité fut très probablement écrit dans les années 1474-1475, même si plusieurs modifications mineures conservées dans les codices successifs suggèrent une gestation probable depuis le milieu des années 1460.
Piero della Francesca écrivit en langue vernaculaire, le toscan et Maestro Matteo di Ser Paolo a traduit le codex en latin « de verbo ad verbum ».
Le traité a survécu en sept codices, tous ont été numérisés et sont consultables en-ligne.
Trois en italien (toscan) :
- Parma, Biblioteca Palatina, ms. Parmense 1576[5] ;
- Reggio Emilia, Biblioteca Panizzi[6], ms. Reggiani A 41/2 (formerly A 44)[7] ;
- Milan, Biblioteca Ambrosiana, ms. D 200 inf[8].

Quatre en latin :
- Milan, Biblioteca Ambrosiana, ms. S.P. 6 bis (formerly C 307 inf.)[9] ;
- Bordeaux, Bibliothèque Municipale, ms. 616[10] ;
- London, British Library cod. Additional 10366[11] ;
- Paris, Bibliothèque nationale de France, Lat. 9337 (formerly Supplément latin 16)[12].

Le codex en italien de Reggio Emilia et les codices en latin de Milan et Bordeaux sont probablement contemporains (on y retrouve en fait la main du même copiste). La version italienne la plus proche de l'original est celle de Reggio Emilia (sans les additions).
Éditions critiques et facsimilés
- Édition en allemand du codex :(de) Piero della Francesca (trad. Constantin Winterberg), Petrus pictor Burgensis de prospectiva pingendi, Heitz & Mündel, 1899, 396 p. (disponible sur Internet Archive).

- Édition en français du codex de Parma : Piero della Francesca (trad. de l'italien par Jean-Pierre Le Goff et Jean-Pierre Néraudau, préf. Hubert Damisch, postface Daniel Arasse), De la perspective en peinture : Ms Parmensis, 1576 [« De prospectiva pingendi »], Paris, Éditions In Medias Res, 1998 (1re éd. 1576), 351 p. (ISBN 2-9511719-0-0).

- (it) Piero della Francesca, A. Menghini (dir.) et D. Contin (dir.), De prospectiva pingendi (Facsimilé du manuscrit originel), Aboca Edizioni, 2009, 225 p. (ISBN 978-88-95642-30-7).

- Édition en italien, du MS vernaculaire de Chiara Gizzi : (it) Chiara Gizzi, « Piero Della Francesca - De Prospectiva pingendi » [PDF], Edizioni Ca’Foscari, 2016 (consulté le 9 septembre 2018)[13].

## Contenu du livre
De Prospectiva pingendi est le premier traité sur les mathématiques des techniques de représentation d'objet à trois dimensions sur une surface de deux dimensions. Piero avait deux buts : la représentation d'un objet tel qu'il « est réellement » et la représentation d'un objet tel que l'on le « voit réellement ». 
Dans le premier cas par exemple, des lignes parallèles ne se rencontrent jamais, et dans le deuxième si, sur la ligne de l'horizon au point de fuite. Les premiers méthodes forment la base du dessin technique et sont illustrées par la représentation de la tête humaine ci-dessous. 
La  perspective linéaire  est une méthode pour représenter une réalité parmi d'autres, avec des avantages et des inconvénients. En particulier il y a la limitation du champ vu. Une personne qui regarde le tableau doit se placer à la position de l'artiste et si le champ vu est large, le tableau, vu d'une autre position comportera beaucoup de distorsion. 
L'utilisation de la perspective, par un artiste très habile, peut donner une impression d'« irréalité » à un tableau. Par exemple, Piero dans sa fresque la Résurrection utilise deux points de fuite : avec le premier le spectateur regarde les soldats d'en bas et avec le deuxième il regarde le Christ d'en haut. Le résultat contribue à l'aspect surnaturel de l’œuvre.
Le principe de base était  décrit par Leon Battista Alberti : les rayons lumineux provenant d'une scène forment des lignes droites à partir des points de la scène jusqu'à l’œil de l'artiste. Ils forment une sorte de pyramide, avec l’œil placé à l'apex. Le tableau de l'artiste doit représenter une section de cette pyramide coupée par un plan. L'application de ce principe constitue la majeure partie du traité.
| - Carrelage - Dodécagone - Cube |

| - Prisme hexagonale - Pilier hexagonale sur |

| - Bâtiment - Coupole - Projections d'une tête humaine |

Cette idée est simple, mais elle n'indique pas « comment » représenter cette section de la pyramide sur le tableau. Le traité de Piero est le premier à donner des constructions géométriques précises pour accomplir ce travail.
L'ouvrage est divisé en trois livres :
- I : décrivant comment il faut dessiner les objets individuellement,
- II : décrivant comment les placer dans l'espace,
- III : la représentation d'objets complexes.

Les légendes des illustrations sont aussi importantes que le texte écrit et les problèmes suivent une progression croissante, allant du plus simple au plus complexe de façon très méthodique. Le traité est conçu comme un manuel pratique pour apprendre aux peintres et aux architectes comment dessiner en perspective, avec des dizaines d'exercices, illustrés de diagrammes.
Pour Piero la représentation des objets est basée sur la théorie de la vision exposée dans l'Optique d'Euclide. 
Dans le premier livre il commence par exposer les idées de Euclide. Puis il passe à la représentation de figures simples :
- Un carré sur le sol ; l'observateur à une hauteur et distance donnée ; quelle est la figure que l'artiste doit dessiner sur son tableau ?
- La même question pour une série de carrés qui forment le carrelage d'une pièce ou pour un polygone quelconque au sol.

Le deuxième livre est un pas vers les objets plus compliqués. 
- Une fois que l'on sait dessiner des polygones au sol, on les érige en cubes, prismes etc.
- Quand on maitrise  la représentation des prismes, on passe aux bâtiments sur plan carré, rectangulaire, circulaire, des coupoles, etc.

Le troisième livre est consacré à des objets complexes : chapiteaux, corps humains etc. avec des représentations en projection orthogonales et en perspective.
Le traité est d'abord destiné aux artisans-peintres et architectes, pas aux mathématiciens. Donc, pour les premiers Piero présente une série de « recettes » : « Pour dessiner un carré en perspective, faites ça, ça et ça... pour obtenir le résultat ». Cependant, Piero est un mathématicien et pour lui la démonstration de ses constructions est essentielle et il les donne, mais parfois de façon laconique. 
Sa construction fondamentale pour le dessin d'un carré est donné, et démontré, dans la proposition 13. Quand on a bien compris cette preuve, il est relativement facile à compléter les démonstrations des constructions ultérieures.
Un exemple typique de l'application de la théorie exposé dans De Prospectiva pingendi est le tableau La Cité idéale, commandé par le duc d'Urbino vers 1480. L'auteur est inconnu, mais probablement un architecte. Il a très bien assimilé les méthodes de Piero exposées dans De Prospectiva pingendi. 
| - La cité idéale |

## Les mathématiques du livre
À son époque Piero était reconnu comme un mathématicien très compétent. Giorgio Vasari dans Les Vies des meilleurs peintres, sculpteurs et architectes dit que Piero a montré une aptitude pour les mathématiques depuis son enfance et qu'il a écrit « beaucoup » de traités de mathématiques. De ses traités seulement deux autres sont parvenus à nous : Trattato d'abaco et Libellus de quinque corporibus regularibus (voir Piero le mathématicien).
|  |

De Prospectiva pingendi ne doit pas être juste considéré comme seulement un manuel d'exercices de dessin. Il comporte aussi des mathématiques très originales :
- Un «  théorème fondamental  » (le seul exercice qui n'a pas d'illustration), mais qui est central au sujet[3].
- La démonstration de Piero de sa construction pour la représentation en perspective d'un carré par terre est la première nouvelle addition à la géométrie de Euclide depuis Fibonacci au XIIe siècle et marque le début de la géométrie projective.

Dans le livre I, après quelques constructions élémentaires pour introduire l'idée que la dimension apparente d'un objet est mesurée par l'angle sous-tendu à l’œil et avec référence Euclide, I à VI et à son livre Optiques, nous arrivons au problème 13 de Piero : « Comment représenter un carré, à terre devant l'observateur ? »
« Que doit dessiner exactement l'artiste ou l'architecte ? »
Dès que la solution de cette question basique est bien assimilée, Piero passe à la représentation d'autres polygones posés à terre, avec n'importe quelle orientation.
La technique de base est la représentation en perspective du carré, toutes les autres représentations en découlent.